# Растопуловка
Растопуловка — село в Приволжском районе Астраханской области России. Административный центр и единственный населённый пункт муниципального образования «Село Растопуловка» со статусом сельского поселения.
Село расположено на берегу Волги, в 10 км к северу от окраины Астрахани. Ближайшей железнодорожной платформой является платформа 1516 км, расположенная в 1,5 км к юго-востоку от села.
Территория села граничит с территориями Ленинского района Астрахани, МО «Ахматовский сельсовет» Наримановского района, МО «Новорычинский сельсовет» Приволжского района.

## Историческая справка
Название село получило по имени зажиточного крестьянина Сергея Растопулова.
Растопулов поселился в этих местах с тремя семьями, они занимались в основном птицеводством. В 1930-е годы, в период коллективизации, Растопулов попал в число раскулаченных, и следы его потерялись. С тех пор места эти стали называться растопуловскими, Растопуловкой.
Решением Астраханского областного Представительного собрания от 16.02.1995 г. № 13 «Об образовании Растопуловского сельсовета в Приволжском районе», распоряжением главы администрации Приволжского района от 28.03.1995 г. № 333-р «Об образовании администрации Растопуловского сельсовета» образован Растопуловский сельсовет с административным центром в с. Растопуловка за счет разукрепления Новорычинского сельсовета.
В период 1994—2003 годов в Растопуловку переселяли жителей сел, входящих в СЗЗ Астраханского газоконденсатного комплекса. Велась активная застройка села современными коттеджами, создавалась инфраструктура. Первым главой сельсовета в 1995 году был назначен Павел Викторович Игнатов (1958—2016), Главный архитектор Приволжского района. При его активном участии с 1995 года по 2009 год: введены в эксплуатацию школа имени А.-Х. Ш. Джанибекова), детский сад, современное здание администрации, почта, Дом культуры, проведены основательные берегоукрепительные работы, осуществлена газификация старого села, налажена социальная и коммунальная инфраструктура.
С 2009 года главой администрации села Растопуловка является Мансур Фаридович Сапаров, уроженец села Сеитовка.

## Учреждения села
- Почта
- МБОУ СОШ им. Джанибекова
- дом культуры

На окраине села расположена База отдыха «Волжанка», где в том числе проводятся пастырские и молодёжные слёты Ахтубинской епархии Русской православной церкви. С 4 по 12 августа 2018 года здесь прошёл фестиваль «Братья».

## Население
| 2002  | 2010  | 2012  | 2013  | 2014  | 2015  | 2016  |
| ----- | ----- | ----- | ----- | ----- | ----- | ----- |
| 1424  | ↗2037 | ↗2064 | ↗2096 | ↗2132 | ↗2202 | ↗2265 |
| 2017  | 2018  | 2019  | 2020  | 2021  |       |       |
| ↗2310 | ↗2364 | ↗2384 | ↗2463 | ↗2974 |       |       |

В селе живут ногайцы (31 %), казахи (37 %), татары (24 %) и русские (8 %). Преобладающей конфессиональной группой являются мусульмане. В селе есть мечеть.